# Jayme Amatnecks
Jayme Amatnecks (Ponta Grossa, 22 dicembre 1966) è un compositore e direttore di coro brasiliano.

## Biografia
Nacque a Ponta Grossa, nello stato del Paranà, in Brasile. Si è formato negli stati brasiliani del Rio Grande do Sul, Paraná e San Paolo. È stato allievo di Gabriel de Paula Machado, Lucia Passos e Hans-Joachim Koellreutter, avendo partecipato anche in formazioni cameristiche quali il Coro di UEPG, il Coro di Unisinos e il Coro del Theatro Guaira.
Ha partecipato a conferenze, workshop e corsi sulla direzione corale tenuti da Erik Westberg (Svezia), Alberto Grau (Venezuela), Paul Oakley (USA), Ef Ehly (USA), Dennis Jewett (USA), Joseph Prats (Spagna), Janet Galván (USA), Bob Chilcott (Inghilterra); Hans-Peter Schurz (Germania), Rodney Eichenberger (USA), Gunta Malevica (Lettonia) e Oswaldo Ferreira (Portogallo).
Nel 1987 ha fondato il Coro di Bambini dell'UEPG, e, nel 1999, ha organizzato i cori Ars Musica e Vox Pop con cui ha eseguito numerosi concerti, promuovendo soprattutto il repertorio vocale della musica brasiliana.
Tra il 2002 e il 2005 divenne direttore dell'Orchestra Sinfonica di Ponta Grossa, mentre tra il 2005 e il 2011 ha insegnato presso l'Università Potiguar. Ha diretto il Coro del CEIC, il Coro delle Donne Santa Cecilia, il Coral AFENAB/AABB e il Coro del Tribunale Federale di Rio Grande do Norte.
È stato l'ideatore di un progetto per diffondere la cultura della musica corale attraverso l'educazione musicale nelle scuole pubbliche in Ponta Grossa, formando 83 cori, raggiungendo direttamente 40 direttori, 1.346 studenti provenienti da scuole pubbliche, e, indirettamente, più di 200.000 persone. Ha tenuto conferenze e concerti in diverse città del Brasile, e ha partecipato come insegnante al coro Ars Musica Camerata, promosso dal Ministero della Cultura del Brasile, attraverso un Treno Culturale testimone in 102 città brasiliane.
È stato eletto per due volte membro del Consiglio della Cultura della città di Ponta Grossa, nel Paraná.

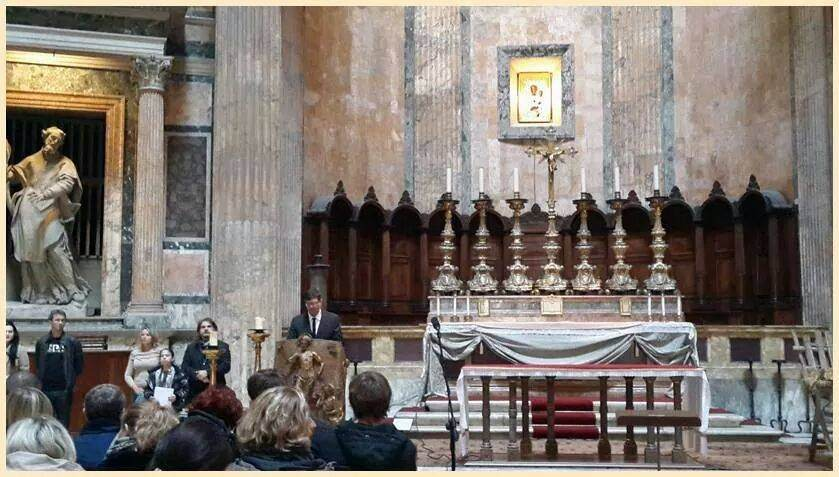
Jayme Amatnecks durante la Proclamazione della Giornata Mondiale di Canto Corale al Pantheon

Dai primi anni del 2000 il compositore si è dedicato alla produzione di musica contemporanea per coro, lavoro per il quale è stato riconosciuto a livello internazionale. Il suo stile compositivo si esplica attraverso un linguaggio libero, spesso fondato sulle tradizioni musicali popolari.
Ha prodotto in totale sei CD, ha ricevuto due premi per meriti artistici, il premio Anita Philipovsky nella città di Ponta Grossa, e Il Seminatore, premio concesso dal governo di Paraná.
Ha pubblicato tre libri, Natale Gloria, Edito da Arco Curitiba, Tic, Tac, Zoin, una storia sui suoni, e il musical, Un regalo per Mamma
Nel 2013 ha partecipato in Roma come membro della giuria internazionale del VII° Festival Internazionale Chorus Inside Summer Edition.
Si distinse per aver proclamato, l'8 dicembre 2013, nel Pantheon di Roma, in portoghese e in nome della Nazioni Unite la giornata mondiale del Canto Corale.
Nel 2014 ha impartito una masterclass, "Messa di Santa Cruz, Osvaldo Lacerda" per cantanti e direttori dei cori partecipanti al X° Festivale Chorus Inside della città di Chieti.

## Polifonicus Mundi

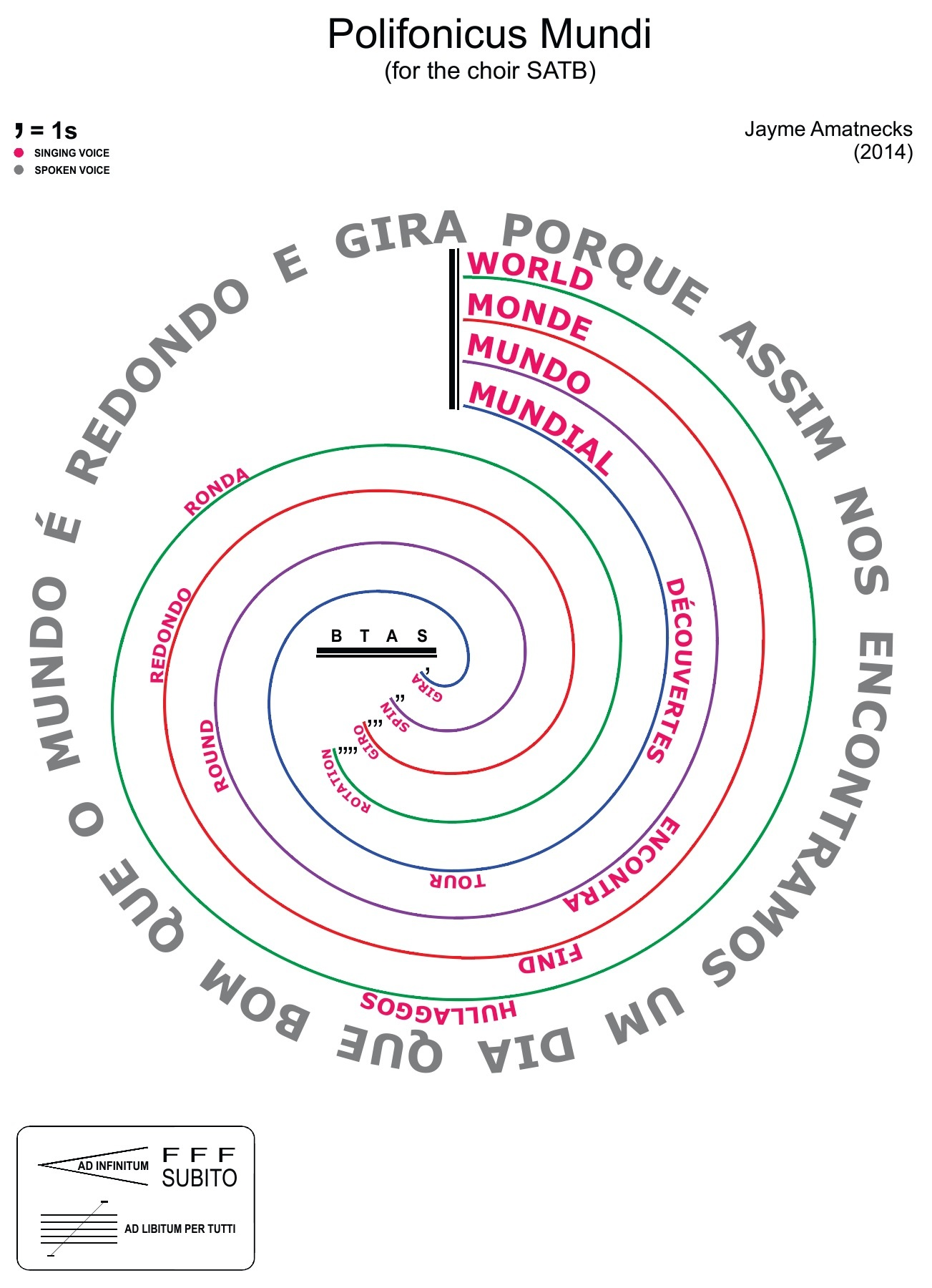
Polifonicus Mundi
Le linee si riferiscono alla lunghezza delle traiettorie del silenzio, delle pause o del suono delle parole. In magenta le unità di tempo. Le voci prorompono a discrezione degli esecutori; la stessa densità o rarefazione della polifonia da loro la forma. I suoni a tempo determinato o indeterminato obbediscono alla tessitura delle voci, suddivise in soprano, contralto, tenore e basso.

Il Polifonicus Mundi è un esperimento, un saggio, non un lavoro musicale. È una composizione planimetrica, una specifica modalità per ordinare la musica strutturalista, in cui unità strutturali gestalt sostituiscono, melodia, linea, battiti forti e deboli nello sviluppo del tema musicale. È la composizione di un piano temporale verso il basso, somministrato da solo o in relazione con gli altri, un'indagine nei suoni e di eventi musicali. L'idea è legata ad un'estetica relativistica imprecisa e paradossale.